# Bach 330
A Bach 330 egy szabad művészeti projekt, melynek célja, hogy 3 év során, 2015 márciusától 2018 márciusáig közhasznú, új kulturális értékeket hozzon létre Johann Sebastian Bach, mint a művészettörténet kiemelkedő alakja tiszteletére.

A Bach 330 nemzetközi szabadművészeti projekt egyik logója

## Kezdetek
A Bach 330 projekt ötlete február végén született, amikor Budapest központjában, a G3 rendezvényközpont/Gödör Klub vezetősége, Bárdos Deák Ágnes és Filep Ákos, illetve az ötletadó Szervác Attila szabad zeneszerző megállapodtak, hogy közösségi oldalakon már elindított kezdeményezés magyarországi nyitóeseményét a Gödör Klubban tartják, és ezt a Gödör Klub meghirdette.
A szabad kulturális projekt következő jelentős mérföldköve természetesen az volt, mikor Münchenből Papp-Ionescu Annamária segítségével létrejött a projekt Commons kategóriája, ahova több szerző közösen tudott feltölteni apróbb, előzetes képalkotásokat, például logókat a készülő eseménysorhoz.

## 2015
A projekt során elkészült első művek után, annak első rendezvényei Budapesten, a Gödör Klubban és a MüSziben voltak.
Szabad zenei felvételek elkészültéhez járultak hozzá: Varga Zsófia fuvola-, Juhász Anikó gitár-, és Vázsonyi János szaxofonművész, illetve Bujdosó Márton zeneszerző, Lachegyi Róza hegyedű- és Lachegyi Anna csellóművész, Orgon Albert zongorán és a projekt ötletadója, majd március 22-e hajnalra ugyanők és több, mint 1 tucat festőművész és a közönség egy nagyméretű szabad festményt hoztak létre.
Probléma esetén lásd:Médiafájlok kezelése.
A festőművészek: Vári Zsófia, Verebics Katalin, Turcsány Villő, Kartali Marietta, Sághy Eszter, Kusovszky Bea, Erdély Dániel, Vetlényi Zsolt, Bódis Barnabás, Gulyás Péter, Menyhárt Tamás.

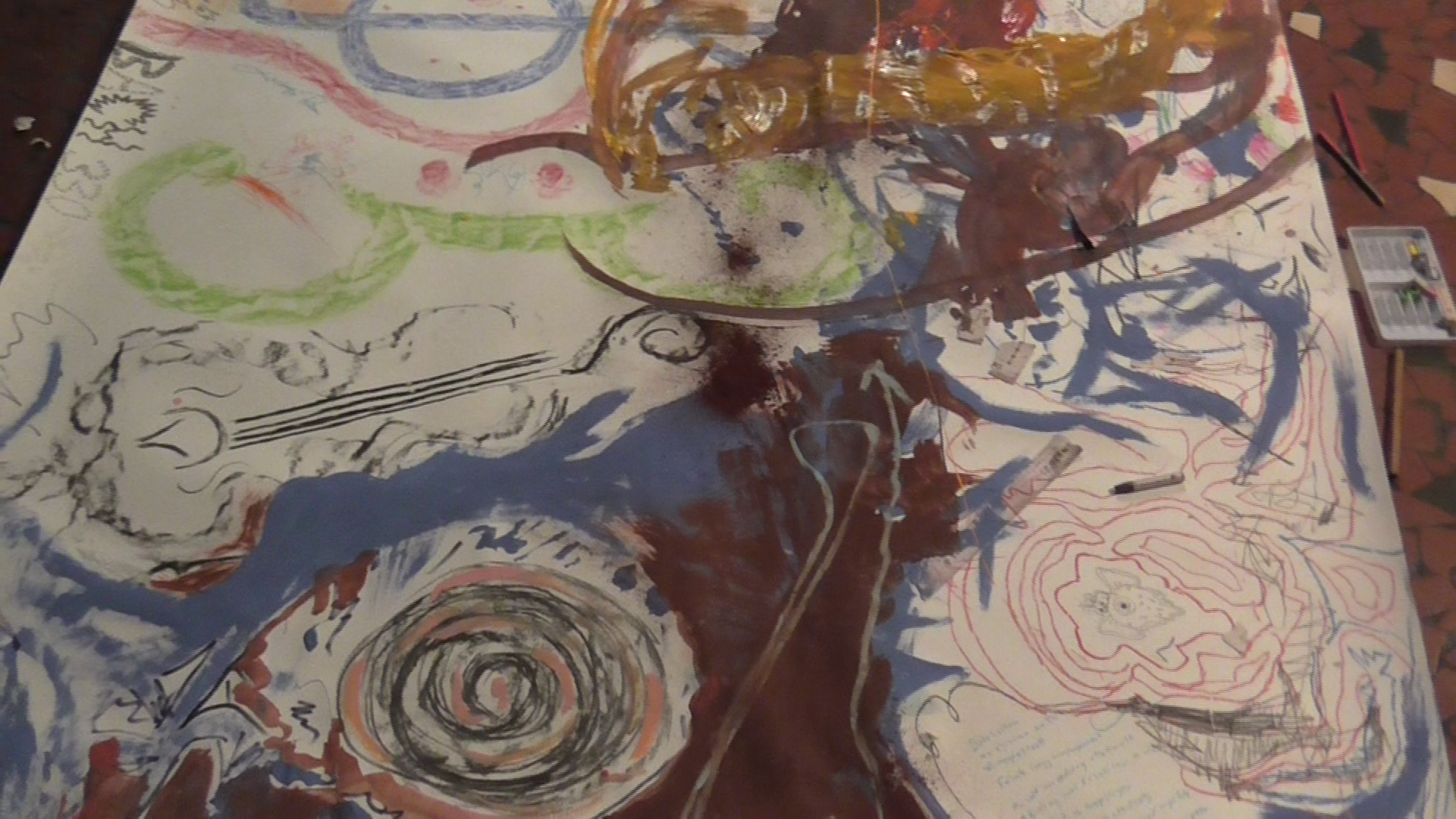
Részlet a Bach 330 Hajnal című szabad licenc alatt készült festményből

A projekt második fázisa húsvét hétfő után indult, melyben 2015. április 7-én Varga Zsófia tette közzé első felvételét, melyen fuvolán az 1021-es szonáta 3. tételét adja elő Juhász Anikó gitár-kíséretével.
Az 1021/3 fuvolán-gitáron

Probléma esetén lásd:Médiafájlok kezelése.
A projekt 2015-26 fordulóján először utcai felvételekkel, melyen Vajda  Szilárd barokk furulyaművész működött közre hagyományos barokk altfurulyán illetve diszkant furulyán.
Ezt követően jelentős időszak volt a téli, karácsony körüli időszak. Ekkor készültek az első kortársánc felvételek is.
December 12-én a Konta Noémi, csembalóművész által vezetett Musica Florens kamarazenekar kapcsolódott be, első alkalommal J. S. Bach Karácsonyi oratórium sorozatának Jauchzet, frohlocket kantátájából ismert Bereite dich Zion előadásával járultak hozzá a projekthez.

## 2016
A projekt fordulóján először vezetője Bach-20-22 című kis BACH darabja készült el.

## Galéria

### Bach 330 képek

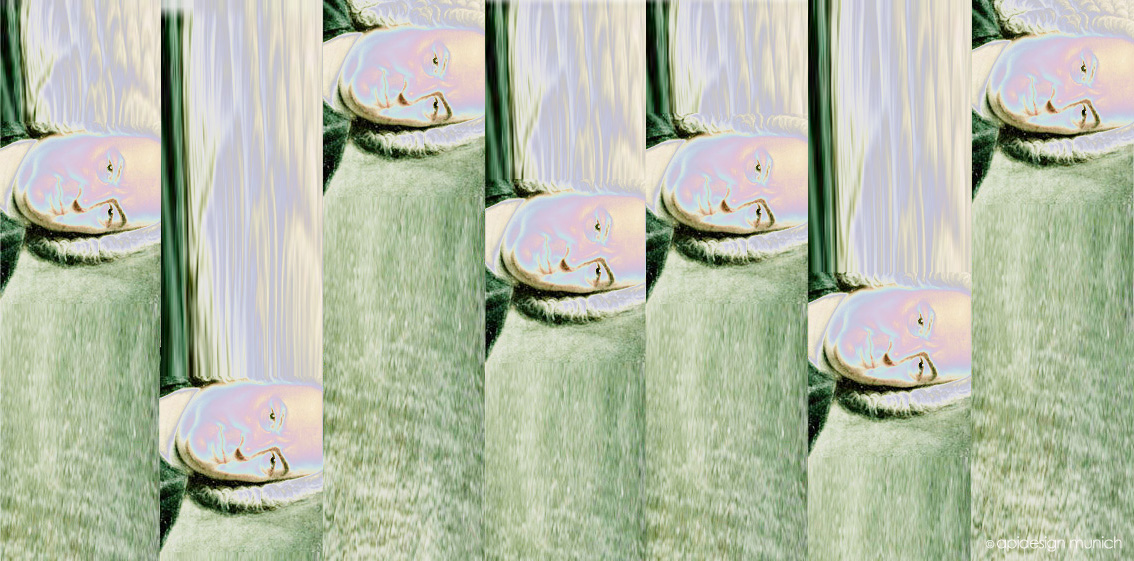
A müncheni API Design első hozzájárulása a Bach 330 projekthez
A Bach 330 nemzetközi szabadművészeti projekt egyik logója
- Az első libre art 'BACH' zenemű

### A Bach 330 projekt első hangfájljai és videofájljai
- A BWV 1021-es hegedűszonáta III. tétele fuvola-gitár átiratban Varga Zsófia és Juhász Anikó előadásában
- A 4'34" szabadművészeti csoport kis rögtönzése Bach-villanásokkal
- Szaxofonos rögtönzés Bach egy gordonkaművére Vázsonyi János előadásában
- Egy részlet a kép készítéséből
- Részlet a Butterfly Effect rögtönzéséből egy Bach témára, Kardos Dani, Vázsonyi János
- A D-Dúr Sinfonia a Tritonus Guitar Trio előadásában
- Vajda Szilárd egy partitát játszik
- Konta Noémi és a Musica Florens a Bereite dich Zion áriát adják elő